# Cimitero Parco di Torino
Il cimitero Parco di Torino è, per numero di defunti, il secondo cimitero cittadino.

## Storia
Nella seconda metà del XX secolo, in seguito ai fenomeni dell'industrializzazione e dell'immigrazione, l'aumento della popolazione indusse l'Amministrazione cittadina a prevedere un adeguato incremento delle strutture cimiteriali. Non essendo possibile ampliare ulteriormente il Cimitero Monumentale, si decise per la costruzione di un nuovo complesso, situato all'opposta periferia cittadina, in regione Gerbido, che entrò in funzione nel 1972.
Venne così creato questo camposanto, ispirato ai modelli dei cimiteri parco, usuali nel Nord Europa. Con questa concezione le sepolture non sono più caratterizzate da tumuli, bensì da cippi e semplici lapidi poste sul tappeto erboso che si estende in modo continuo su tutte le sepolture.
I complessi comprendenti i loculi sono strutturati con un sistema di balconate digradanti verso la base, la cui parte centrale è sistemata a giardino.
Rispetto al Monumentale, il Cimitero Parco ha una vasta copertura di giardini e alberi su tutta la superficie della struttura, da qui la denominazione "Parco".

## Personalità sepolte al Cimitero Parco
- Paolo Barison (1936 - 1979), allenatore di calcio e calciatore.
- Luigi Bertolini (1904 - 1977), allenatore di calcio e calciatore.
- Caterina Boratto (1915 - 2010), attrice.
- Antonio Bruna (1895 - 1976), calciatore.
- Giuseppe Busso (1913-2006), progettista
- Roberto Copernico (1904 - 1988), dirigente sportivo e allenatore di calcio.
- Emilio Ghione (1879 - 1930), attore e regista.
- Giovacchino Landini (1935-1985), ristoratore, vittima della strage dell'Heysel.
- Riza Lushta (1916 - 1997), calciatore albanese.
- Lidia Martorana (1928 - 2018), cantante.
- Rita Montagnana (1895 - 1979), politica.
- Piero Panciarelli (1955 - 1980), brigatista.
- Carlo Parola (1921 - 2000), calciatore e allenatore di calcio.
- Pietro Rava (1916 - 2006), calciatore e allenatore di calcio.
- Gino Rossetti (1904 - 1992), calciatore e allenatore di calcio.